# Forat negre extrem
En física teòrica, un forat negre extrem és un forat negre amb la massa mínima possible compatible amb la seva càrrega i moment angular.
El concepte d'un forat negre extrem és teòric i fins ara no se n'ha observat cap a l'univers. No obstant això, moltes teories prediuen la seva existència.
En les teories supersimètriques, els forats negres extrems són sovint supersimètrics: són invariants sota diverses supercàrregues. Aquest fet és una conseqüència del límit BPS. Aquests forats negres són estables i no emeten radiació de Hawking. La seva entropia pot ser calculada en teoria de cordes.
El físic Sean Carroll ha suggerit que l'entropia d'un forat negre extrem és igual a zero. La manca d'entropia s'explica per la creació d'una dimensió separada on el forat negre existeix.
La radiació Hawking dels forats negres extrems es considera no tèrmica (no distribuïda per Planck), sense temperatura associada.
L'hipotètic electró associat a aquest tipus de forat negre és súper extrem (té més càrrega i moment angular de la que "hauria" de tenir un forat negre de la seva massa).